# كوه ديم بايين
كوه ديم بايين (بالفارسية: کوه دیم پایین) هي قرية تقع في منطقة بولان في إيران. يقدر عدد سكانها بـ 127 نسمة بحسب إحصاء 2016.